# ASTROMANTIC CHARM SCHOOL
『ASTROMANTIC CHARM SCHOOL』(アストロマンティック・チャーム・スクール) は、日本の音楽ユニットであるm-floの3rdアルバム『ASTROMANTIC』(2004年) のリミックス・アルバム。2004年9月15日にrhythm zoneより発売された。CCCD
『ASTROMANTIC』の内容を国内外の一流リミキサーの手によって一新させた、としているアルバムである。
各インタールードのナレーションは矢島正明が担当している。ストーリーは「ASTROMANTICなレディー・ジェントルマンを目指す者のための学校」。ちなみに、初回限定版には隠しボーナストラックが存在し、Curtain CallのMCが矢島正明になっているバージョンが21トラック目に収録されている。

## 収録曲
1. はじめに…
2. REEEWIND! -Tomita Lab. Remix- by 冨田ラボ
3. Life is Beautiful -Deckstream Remix- by Deckstream
4. Lesson1
5. the Love Bug -Big Bug NYC Remix- by HirOshima
6. Starstruck -Sakai, Asuka Savannh Remix- by 境亜寿香
7. Lesson2
8. gET oN! -ugly duckling remix- by UGLY DUCKLING
9. Lesson3
10. VANESSA -RYUKYUDISKO REMIX- by RYUKYUDISKO
11. Lesson4
12. 宇宙のウオウオ -comoesta's mix- by コモエスタ八重樫
13. I WANNA BE DOWN -Space Cowboy Disco Edit Mix- by SPACE COWBOY
14. Lesson6
15. miss you -Free TEMPO Mix- by FreeTEMPO
16. WAY U MOVE -m-floating tank mix- by KENJI JAMMER
17. Lesson7
18. Cosmic Night Run -HALF & HALFBY MIX- by HALFBY
19. Astrosexy remixed by KOJI NAKAMURA from SUPERCAR
20. 最後に…

このアルバムが発売された後に、インターネット上のみで「Lesson 5」が限定配信された。